# Покровский, Сергей Николаевич (историк)
Сергей Николаевич Покровский (26 декабря 1900  [8 января 1901] — 1978) — советский историк, доктор исторических наук, профессор Казахского государственного университета, действительный член Академии наук Казахской ССР.

## Биография
Родился 26 декабря 1900 года (8 января 1901 года). С 1918 года является членом Коммунистической партии.
С 1927 года занимается научно-педагогической деятельностью. В 1930 году окончил Институт красной профессуры в Москве. В 1930—1932 годах работал заведующий сектором и заместитель директора Института истории партии и Октябрьской революции при ЦК КП(б)У. В 1932—1933 годах работал директором Института красной профессуры в Харькове. В 1933—1934 годах работал заведующим сектором науки Наркомпроса УССР. В 1935—1937 годах работал заместителем областного прокурора в Челябинске.
В 1937—1939 годах работал заместителем прокурора Казахской ССР. В 1939—1945 работал в Казахском государственном университете, являлся заведующим кафедрой и проректором. В 1945—1978 годах работал в Института истории, археологии и этнографии АН Казахской ССР, являлся старшим научный сотрудником, директором (1948—1953) и заведующим отделом (с 1962). В 1951—1962 годах являлся академиком-секретарём Отделения общественных наук АН Казахской ССР.
В 1946 году получил учёное звание профессора. В 1951 году был избран действительным членом Академии наук Казахской ССР.
Умер в 1978 году.

## Научная деятельность
Автор 60 научных статей. Основная область исследований — история Октябрьской революции и Гражданской войны в Казахстане.
Член Главной редакции Советской исторической энциклопедии. Один из редакторов и авторов «Истории Казахстанской ССР» (т. 1-2, Алма-Ата, 1952—1967).

## Награды
- Заслуженный деятель науки Казахской ССР (1947)[2].
- Лауреат премии имени Ч. Ч. Валиханова (1970)[2].